# Nathalie Loriot
 (avril 2021).
 (août 2020).
Nathalie Loriot, aussi connue sous le nom de Natali Lorio ou encore de Joséphine Spector , est une chanteuse, compositrice, parolière, choriste et comédienne française, née le 29 avril 1972 à Paris.

## Biographie
D'origine antillaise, Nathalie Loriot est née à Paris. Ses parents l'emmènent voir des concerts dès son plus jeune âge mais elle ne commence le chant qu'à l'âge de 12 ans.
La carrière musicale de Nathalie Loriot commence véritablement en 1995 lorsqu'elle rejoint Kayse et Sanders dans le groupe Reciprok. Dans ce groupe, elle compose, et chante essentiellement sur les refrains. Le groupe se sépare en 1998, 3 ans après ses débuts.
Elle décide alors de se faire appeler « Natali Lorio » et signe en 1998 un album chez WEA (devenu Universal Music). Son album Noire la fait connaître par un large public français et canadien. Pascal Obispo qui avait voulu produire son album réalise la chanson Oublie le mal. Cependant, c'est le titre Vous les menteurs aux sonorités disco qui fit décoller les ventes.
En 1999, Natali Lorio sort le single Lizy en featuring avec Matt Houston. Cette même année, elle est nommée meilleure artiste de la diaspora d'Europe et des Caraïbes aux Kora Awards.
En 2000, elle participe au côté de 107 autres artistes français à l'album Noël ensemble où elle chante la chanson Noël ensemble avec le collectif et Last Christimas avec Larusso, Ginie Line, Omar Chakil, Peter Kitsch, Elaad et Patrick Juvet.
Après ce projet, elle ne se fait plus appeler « Natali Lorio ».
En 2006, Nathalie crée avec Franck Hedin le groupe Black & Davis où elle est la chanteuse et lui le guitariste. Ils sortent l'album Laurel Canyon. Ils assurent la première partie du groupe The John Butler Trio.
Pendant un voyage en Californie en 2007, pour une réalisation d'album de Steeve Estatof, Nathalie Loriot et Franck Hedin rencontrent François Bonnet et Greg Pilon avec qui ils décident de monter un groupe de rock dont Nathalie est la chanteuse, Lafayette,,. Antoine Cadot, batteur, (puis Robin Vieiville pour les concerts du deuxième album) les rejoint et le groupe sort deux albums, Rock you en 2010 et Suzie White Pills en 2012. Lafayette représente la France au tremplin rock Battle Of The Bands à Londres en 2011 ; ils y sont élus finalistes. En 2013, le groupe se sépare, seuls restent Nathalie Loriot et Franck Hedin qui sortent un troisième et dernier album en 2014, Tn motor avec comme batteur Olivier Ferrarin. Le groupe assure la première partie de Johnny Hallyday en 2016 avant de se séparer définitivement.
En 2008, Nathalie Loriot joue dans la comédie musicale L'Enfer de Gabor Rassov au côté de Romane Bohringer.
De 2012 à 2014, Nathalie Loriot est choriste pour le chanteur Bénabar au côté de Valéry Boston.
En 2012, Nathalie Loriot sort un featuring avec Ami Karim, Si tu aimes.
Nathalie Loriot et Valery Boston deviennent choristes de l'émission N'oubliez pas les paroles ! en 2014. En 2015, Valery Boston quitte le programme et est remplacé par Jessie Fasano. Choriste pour Air Productions, elle officie aussi dans les émissions Taratata et Pop Show.
En 2019, Nathalie Loriot sort un duo avec Mister Mat intitulé Freedom dans l'EP Freedom de ce dernier qui est une reprise de la bande originale du film Django unchained de Quentin Tarantino. Grâce à ce duo, elle est repérée par le label Blue Note Records qui lui propose de devenir choriste française pour Gregory Porter. Nathalie Loriot propose d'être rejointe par Jessie Fasano et Manu Vince.
Pendant le confinement dû à l'épidémie de Covid-19 en France, Nathalie Loriot sort un cover de On ira de Jean-Jacques Goldman avec les autres musiciens de N'oubliez pas les paroles !.
Nathalie Loriot et Franck Hedin composent la musique de nombreux dessins animés comme Sally Bollywood, Max et maestro, Marblegen, Oscar et Malika...
Nathalie Loriot et Franck Hedin créent le groupe The Shuffles via leur société Bad Stone (filiale du groupe Sony Music Entertainment). Le duo fait office de producteurs/compositeurs. Les albums, dans lesquels Nathalie chante sous le pseudonyme de Joséphine Spector, contiennent de nombreux featurings avec des invités tels que Faby Medina, Kevin Davy White, Kania Allard, etc.

## Discographie

### Album solo
- 1998 : Noire

### Albums collaboratifs
- 1996 : Il y a des jours comme ça avec Reciprok
- 2000 : Noël ensemble avec le collectif Noël Ensemble
- 2006 : Laurel Canyon avec le groupe Black & Davis

### Avec le groupe Lafayette
- 2010 : Rock You
- 2012 : Suzie White Pills
- 2014 : Tn Motor

### Avec le groupe The Shuffles
- 2017 : 54 Paradise St
- 2018 : You've Got the Spirit (Gum Tapes)
- 2020 : Go Rock Steady
- 2021 : Lost Fields of freedom
- 2022 : Greetings From Laurel Canyon

## Singles
- 1997 : Oublie le mal
- 1998 : Vous les menteurs
- 1999 : Lizy (feat. Matt Houston)
- 1999 : Les notes
- 2010 : To reborn in your arms
- 2012 : Si tu aimes (feat. Ami Karim)
- 2019 : Freedom (feat. Mister Mat)

## Théâtre
- 2008 : L'Enfer de Gabbor Rassov